# 펀치 (프로게이머)
펀치(본명: 손민혁, 1998년 6월 6일 ~ )는 대한민국의 전직 리그 오브 레전드 프로게이머 출신 프로게임단 지도자이다. 아이디는 Punch이다. 현역 시절 포지션은 정글이었다. 현재 DN 프릭스 코치로 활동하고 있다.

## 선수 생활
2015년 5월 25일, 아마추어팀인 파토스에 입단하면서 프로 커리어를 시작했다.
2016년 5월, 콩두 몬스터에 입단했다. 서머 시즌 팀의 주전으로 출전하면서 팀의 승격에 기여했다.
2017 스프링 시즌에서는 좋지 못한 모습을 보여주었다. 팀은 승강전으로 떨어졌으며 챌린저스로 강등되었다.
2018년 2월, 담원 게이밍에 입단했다. 서머 시즌 좋은 모습을 보여주면서 팀의 승격에 기여했다.
2019 스프링 시즌에서는 주전으로 출전하면서 팀의 포스트시즌 진출에 기여했다. 서머 시즌에서는 캐니언에게 주전 자리를 뺏기면서 출전하지 못했다. 리그 오브 레전드 월드 챔피언십 2019 로스터에 포함되었으나 출전하지 못했다.
2020시즌을 앞두고 샌드박스 게이밍에 입단했다. 스프링 시즌 온플릭의 서브 선수로 활동했다. 2020시즌 종료 후 팀에서 퇴단했다.

## 지도자 활동
2022시즌을 앞두고 Gen.G의 2군 코치로 부임했다. 2022시즌 종료 후 코치직에서 물러났다.
2025시즌을 앞두고 광동 프릭스의 코치로 부임했다.

## 소속팀

### 선수
| # | 팀명            | 소속 기간             | 소속 리그 | 비고 |
| - | --------------- | --------------------- | --------- | ---- |
| 1 | 파토스          | 2015.05.25~2015.08    | 아마추어  |      |
| 2 | 콩두 몬스터     | 2016.05.25~2017.11.19 | CK LCK CK |      |
| 3 | 담원 게이밍     | 2018.02.12~2019.11.26 | CK LCK    |      |
| 4 | 샌드박스 게이밍 | 2019.12.10~2020.11.11 | LCK       |      |

### 지도자
| # | 팀명        | 직책     | 소속 기간             | 소속 리그 | 비고 |
| - | ----------- | -------- | --------------------- | --------- | ---- |
| 1 | Gen.G       | 2군 코치 | 2021.12.22~2022.11.22 | LCK       |      |
| 2 | 광동 프릭스 | 코치     | 2024.11.19~           | LCK       |      |

## 수상 내역
- 리그 오브 레전드 챌린저스 코리아 서머 2016 우승
- 2016 LoL KeSPA컵 준우승
- IEM 시즌 11 경기 준우승
- 리그 오브 레전드 챌린저스 코리아 서머 2017 준우승
- 리그 오브 레전드 챌린저스 코리아 서머 2018 우승
- 리그 오브 레전드 월드 챔피언십 2019 8강
- 2019 LoL KeSPA컵 울산 준우승